# Cavo
Cavo is een frazione of plaats in de gemeente Rio Marina, gelegen aan het noordoostelijke puntje van het Italiaans eiland Elba. Heel Elba maakt deel uit van de provincie Livorno (regio Toscane). De plaats telt 620 inwoners (2014) en heeft een haven aan de Ligurische Zee. De haven heeft met Moby Lines een regelmatige scheepsverbinding met Piombino op het vasteland.
In de frazione bevindt zich een archeologische site van een oude Romeinse villa, de Villa romana di Capo Castello naast enkele landhuizen, Villa Bellariva en Villa Tonietti.
Beschermheilige van de plaats is San Rocco.